# 山田鐘人
山田 鐘人（やまだ かねひと）は、日本の漫画家、漫画原作者。

## 略歴
2009年、『クラスシフト』がまんがカレッジで入選を受賞。
2013年、『週刊少年サンデーS』にて連載開始の『名無しは一体誰でしょう?』の原作を担当。2016年、『サンデーうぇぶり』にて『ぼっち博士とロボット少女の絶望的ユートピア』を連載開始。
2020年、『週刊少年サンデー』にて『葬送のフリーレン』を連載開始。
2021年、『葬送のフリーレン』で第14回マンガ大賞を受賞。同年、第25回手塚治虫文化賞新生賞を受賞。2024年、同作で第69回小学館漫画賞を受賞。同作で第48回講談社漫画賞 少年部門を受賞。

## 人物
2010年ごろ、若木民喜のスタッフ（見習い）として『神のみぞ知るセカイ』（週刊少年サンデー）に関わる。若木は山田のことを寡黙であるとし『心のなかでひたすら人を驚かせることを考えてる、テロリスト（おい！）みたいな男』と評している。

## 作品リスト
- 『名無しは一体誰でしょう?』小学館〈少年サンデーコミックス〉全5巻（作画：岡崎河亮、『週刊少年サンデーS』2013年6月号 - 2015年5月号）
- 『ぼっち博士とロボット少女の絶望的ユートピア』小学館〈サンデーうぇぶりコミックス〉全2巻（『サンデーうぇぶり』2016年9月27日 - 2017年12月5日）
- 『葬送のフリーレン』小学館〈少年サンデーコミックス〉既刊14巻（作画：アベツカサ、『週刊少年サンデー』2020年22･23合併号 - 連載中）